# Gerhard Bondi
Gerhard Bondi (* 9. März 1911 in Karbitz, Österreich-Ungarn; † 3. Dezember 1966 in Halle (Saale)) war ein deutscher Ökonom.

## Leben
Gerhard Bondis Vater war kaufmännischer Angestellter. Er besuchte das Gymnasium in Teplitz und in Bergreichenstein. Nach dem Abitur 1928 studierte er an der Hochschule für Welthandel in Wien und an der Handelshochschule Berlin. In Wien wurde er Mitglied und Funktionär der Roten Studentengruppe der SPÖ und trat 1929 der KPÖ bei. In Berlin arbeitete er ab 1931 für die sowjetische Handelsvertretung. 1933/34 studierte er noch an der Handelshochschule Nürnberg und ging dann zurück in die Tschechoslowakei. Er studierte Rechtswissenschaften an der Deutschen Universität Prag und wurde im Dezember 1938 promoviert. Nach der Zerschlagung der Tschechoslowakei im März 1939 floh er nach Großbritannien, wo er im Free Austrian Movement in der Flüchtlingshilfe arbeitete und sich mit Gelegenheitsarbeiten durchschlug.
Im Jahr 1946 kehrte er nach Deutschland zurück und trat der SED bei. In der SBZ wurde er Mitarbeiter für Planung und Statistik der Deutschen Zentralverwaltung für Energiewirtschaft und Brennstoffindustrie und war in der DDR von 1949 bis 1951 Präsident der Zentralverwaltung für Statistik. 1951 wurde er Dozent an der Deutschen Verwaltungsakademie der DDR.
1953 wurde er Dozent und 1957 Professor für Wirtschaftsgeschichte an der Universität Halle. Er habilitierte sich 1955 mit einer Arbeit zur Geschichte des deutschen Außenhandels 1815 bis 1870. 1957 wurde er Direktor des Instituts für Wirtschaftsgeschichte, 1959 bis 1963 war er Rektor der Universität. Zwischen 1960 und 1964 war er Mitglied der SED-Bezirksleitung Halle.
Bondi wurde Mitglied der Akademie der Wissenschaften und erhielt 1959 den Vaterländischen Verdienstorden in Silber.

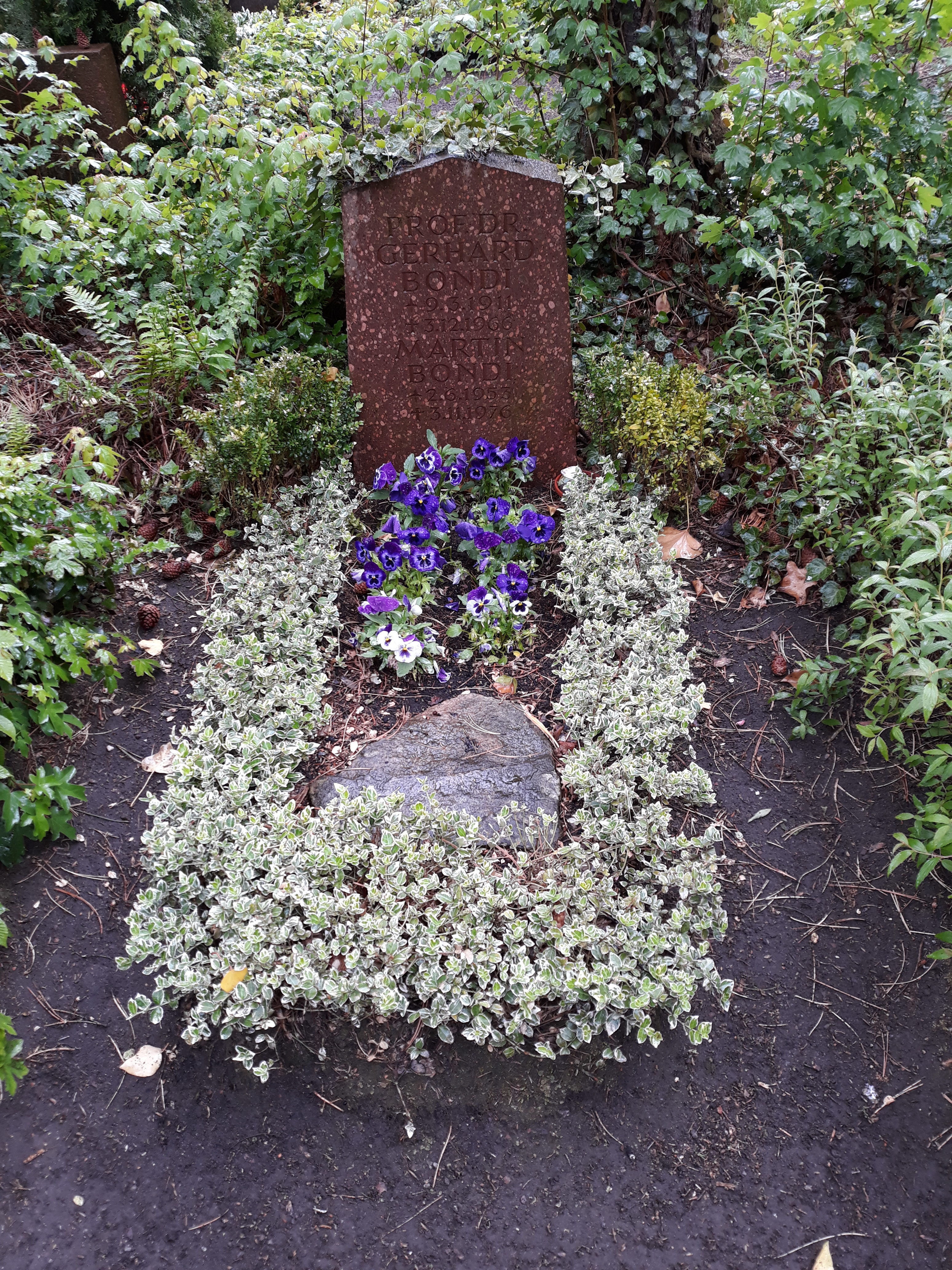
Grab Gerhard Bondi und Sohn Martin, Gertraudenfriedhof Halle (Saale)

## Schriften (Auswahl)
- Die Rolle der Statistik in einer geplanten Wirtschaft. 1950
- Deutschlands Außenhandel 1815–1870. In: Allgemeines Statistisches Archiv, 1958
- (Hrsg.): Ökonomische Studientexte. Berlin, 1959
- David Ricardo: Über die Grundsätze der politischen Ökonomie und der Besteuerung. Übersetzung und Einleitung Gerhard Bondi. Berlin, 1959
- Der Beitrag des Hallischen Pietismus zur Entwicklung des ökonomischen Denkens in Deutschland. In: Martin Greschat (Hrsg.): Zur neueren Pietismusforschung (= Wege der Forschung, Bd. 440). Wissenschaftliche Buchgesellschaft, Darmstadt 1977, S. 259–293, ISBN 3-534-06688-X.